# Abbazia di Kylemore
L'abbazia di Kylemore (in inglese Kylemore Abbey) è un edificio situato nel cuore del Connemara, in Irlanda. 

## Storia
Edificata in stile neogotico nel XIX secolo dal finanziere e parlamentare inglese Mitchell Henry, rappresentante a Londra della contea di Galway, l'imponente costruzione fu venduta successivamente ai lutti familiari che colpirono la famiglia Henry. In seguito passò in proprietà alle monache benedettine di Ypres, fuggite dal Belgio per la prima guerra mondiale, che la trasformarono in un'abbazia.
L'odierna abbazia è conservata perfettamente ed è ancora adibita allo scopo, oltre che sfruttata per scopi turistici. Ospita un collegio femminile ed è aperta ai visitatori all'interno e negli immensi giardini, nonché per il ristorante tradizionale e il laboratorio artigianale sulla lavorazione della ceramica.
Ciò che attira i visitatori da tutto il mondo è la spettacolare cornice che circonda l'edificio, situato infatti in pieno Connemara sull'omonimo lago (Lough Kylemore) che riflette armoniosamente l'immagine biancastra dell'abbazia, e circondato dalle Twelve Bens.

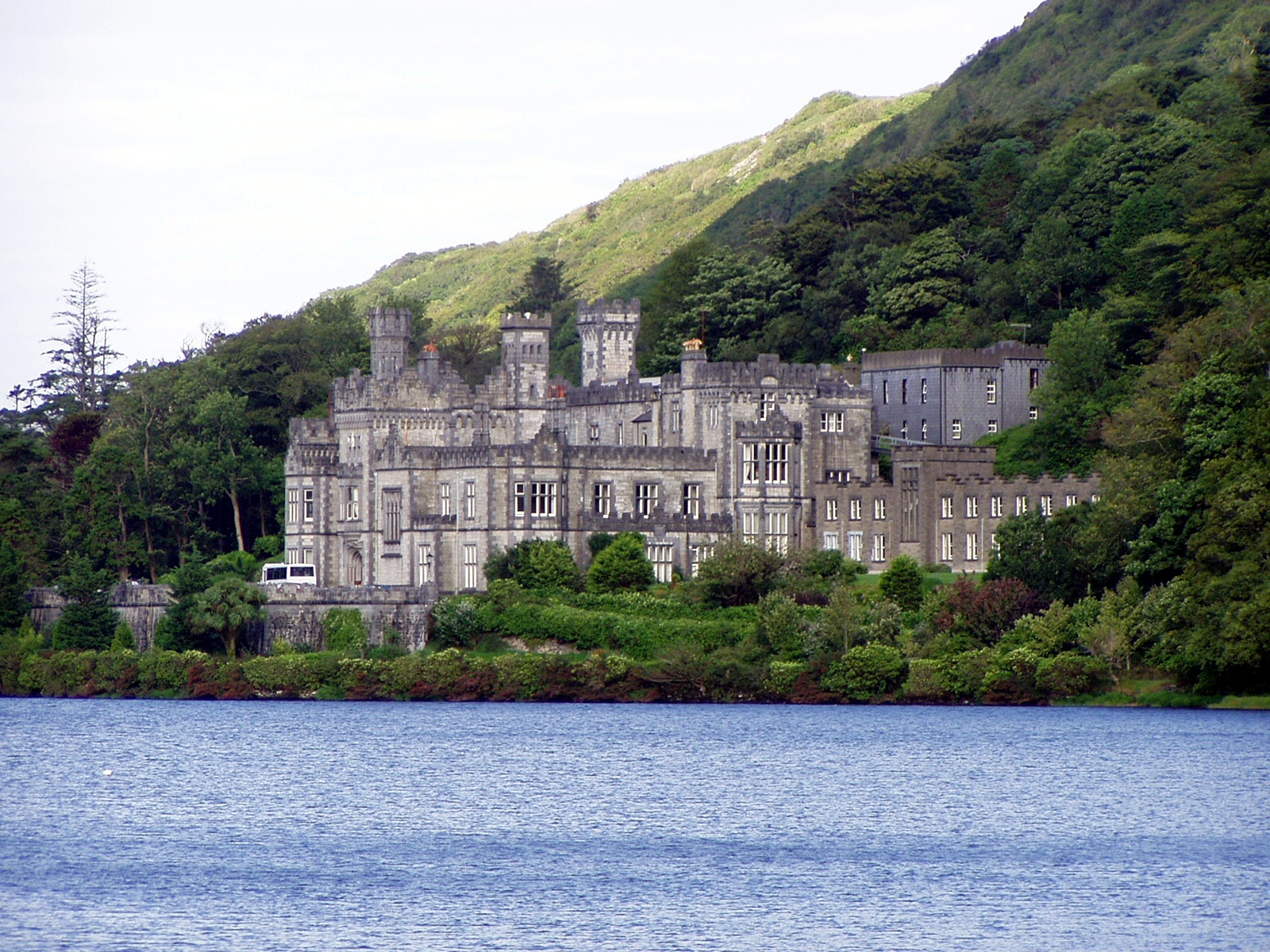
Vista orientale
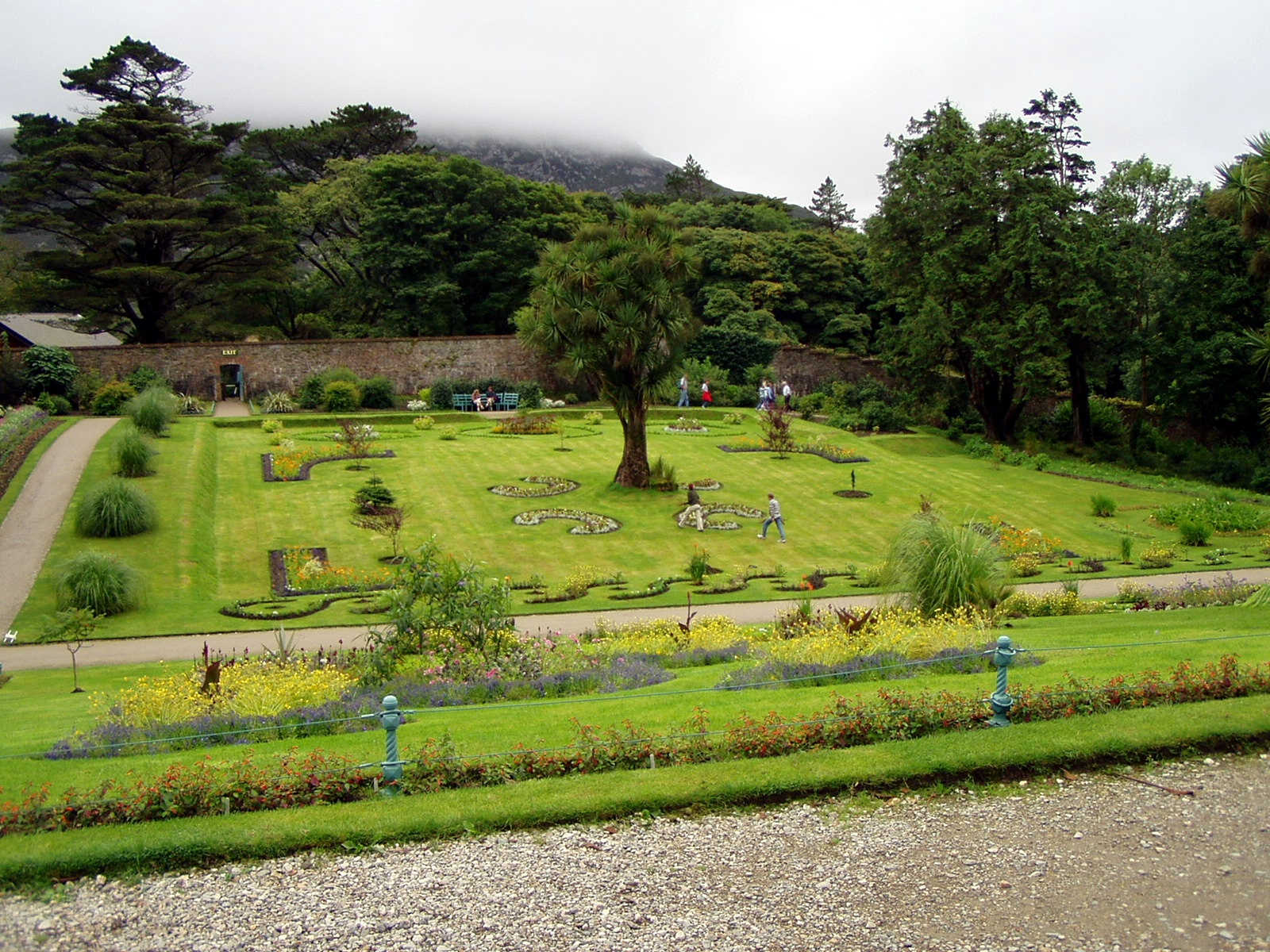
I giardini del chiostro
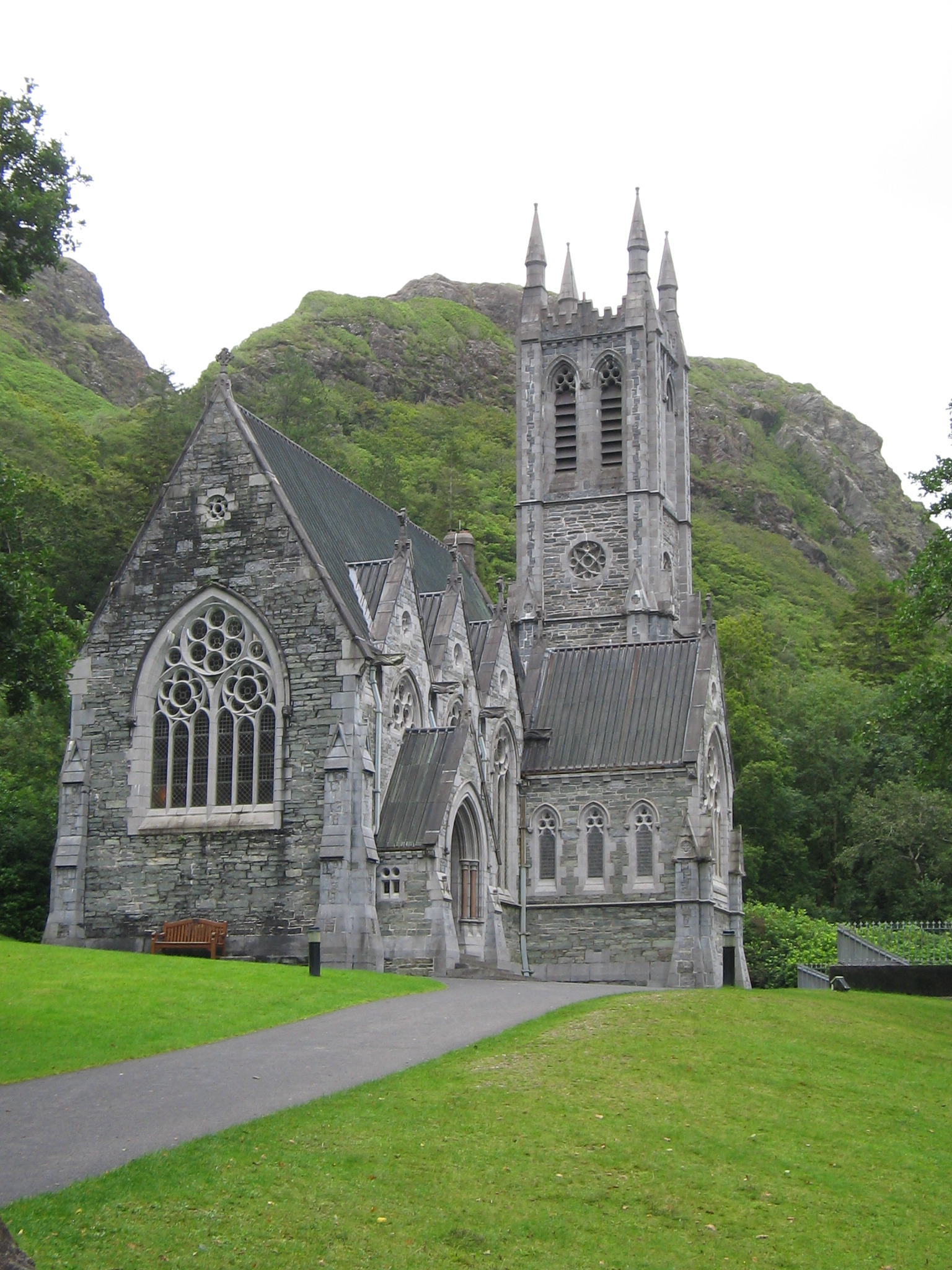
La chiesa neogotica
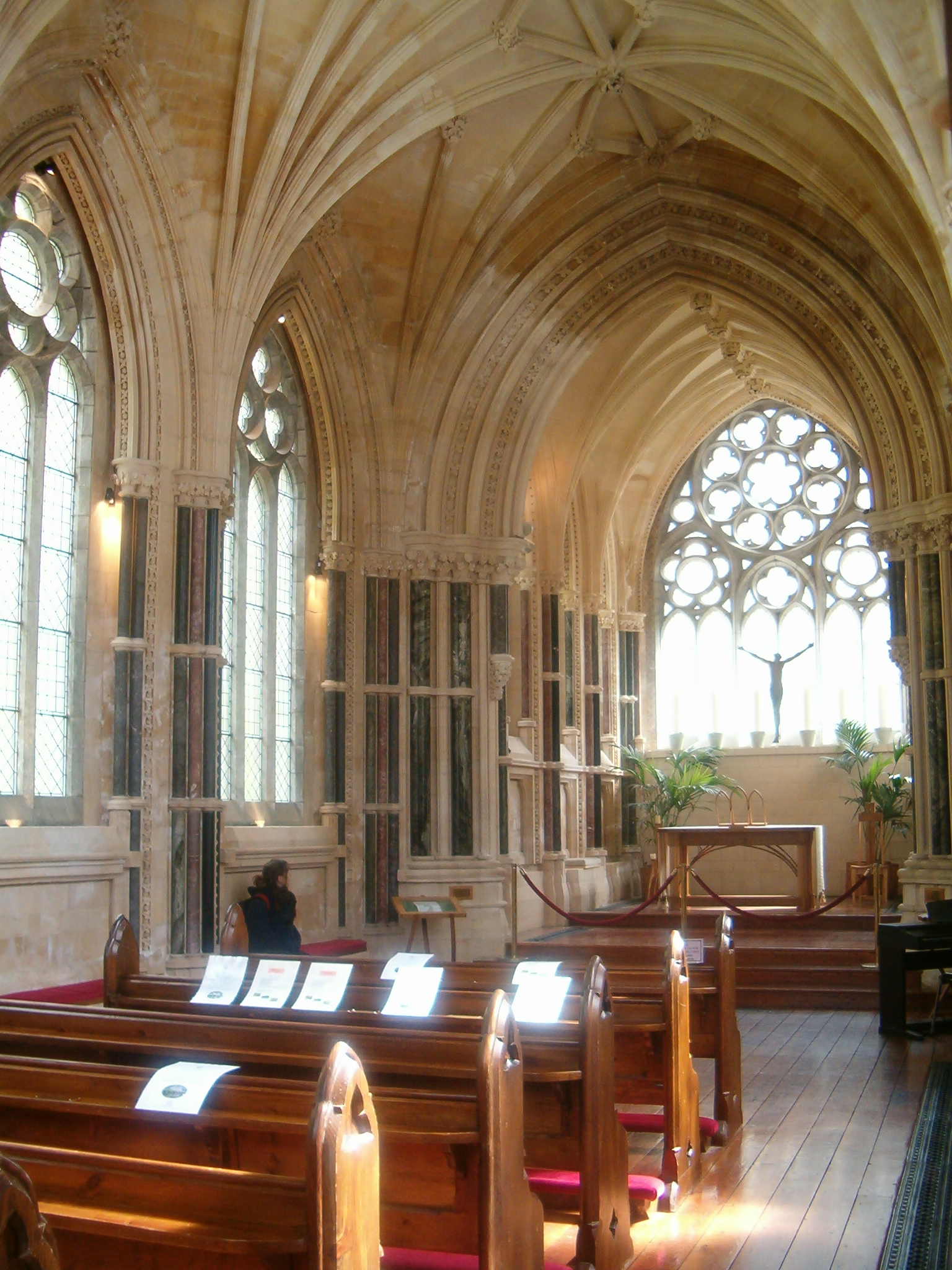
Interni della chiesa neogotica